# Orthopelma californicum
Orthopelma californicum är en stekelart som beskrevs av William Harris Ashmead 1890. Orthopelma californicum ingår i släktet Orthopelma och familjen brokparasitsteklar. Inga underarter finns listade i Catalogue of Life.